# 2014夏季达沃斯论坛
2014夏季达沃斯论坛，又名世界经济论坛2014年新领军者年会，于2014年9月10日至12日在中国天津市举行，会议地点为天津梅江会展中心，来自世界90个国家和地区的超过2100位政要和商界领袖等受邀与会。此次夏季达沃斯论坛期间将举办140场专题会议。
在此次夏季达沃斯论坛的开幕式上，国务院总理李克强首次提出“大众创业、万众创新”，并在日后成为中国政府的一项政策。

## 会议议程

### 9月9日
2014年9月9日，2014夏季达沃斯论坛开幕的前一天，中国总理李克强应邀同出席夏季达沃斯论坛的200多位全球跨国公司负责人和研究机构、新闻媒体等各界代表对话交流，就中国经济增长、深化改革、反垄断等中国经济热点问题进行了交流。

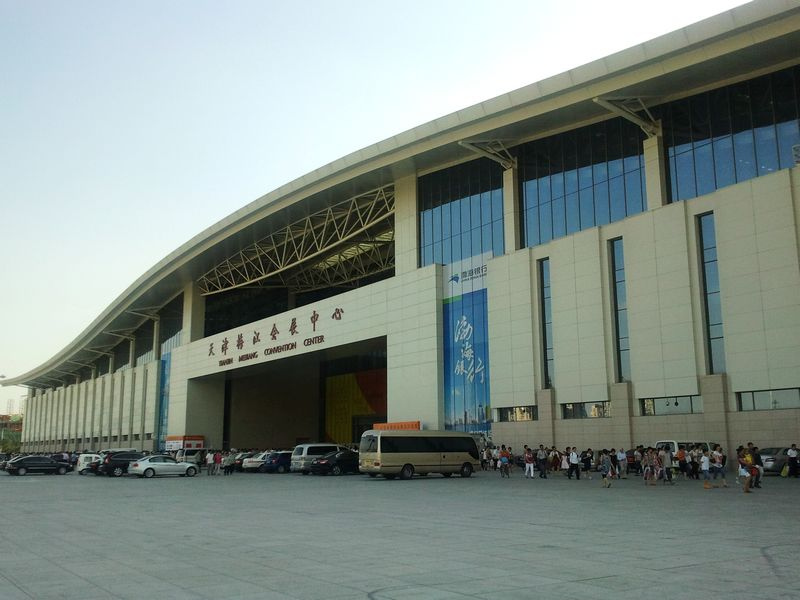
举办年会的梅江会展中心

### 9月10日
2014年9月10日，2014年夏季达沃斯论坛正式开幕，这一天讨论的议题有：
- 基础设施建设刻不容缓
- 全球经济最新动态
- 消费者安全：安全优势
- 变局下的中国商业环境
- 金融行业的战略转变
- 数字化优势
- 能源行业的战略转变
- 新兴市场将再次崛起？
- 网络经济的未来
- 中国前景展望
- 2014年新领军者年会欢迎致辞及开幕全会

### 9月11日
2014年9月11日，是夏季达沃斯论坛论坛开幕后的第二天，这一天的主要议题有：
- 全球化：亚洲商业环境
- 气候变化：气候政策的新环境
- 技术展望：再次遭遇互联网泡沫？
- 新领军者全会：推动创新 创造价值
- “洞察力，新观念”会议：对话考什克·巴苏
- 中国的环境：打造中国的绿色经济
- 医疗服务优势
- 金融危机：论坛辩论会：金融断层线
- 全球科学展望
- 重塑中国金融业

### 9月12日
2014年9月12日，是夏季达沃斯论坛论坛开幕后的最后一天，这一天的主要议题有：
- 论坛辩论会：智能化工作
- 中国：下一个创新型国家
- 性别优势
- 技术：发展技术，造福人类